# Euclidia fortalitium
Euclidia fortalitium is een vlinder uit de familie van de spinneruilen (Erebidae). De wetenschappelijke naam van de soort is voor het eerst geldig gepubliceerd in 1809 door Tauscher.
Deze nachtvlinder komt voor in Europa.